# 大山貴広
大山 貴広（おおやま たかひろ、1979年12月10日 - ）は、愛媛県大洲市出身の元プロ野球選手（内野手）。

## 来歴・人物
大洲高時代は、高校通算で33本塁打を放つなど活躍。1997年のプロ野球ドラフト会議でヤクルトスワローズから4位指名を受け入団。
プロ野球での1軍出場がないまま、2001年に戦力外通告され現役から引退する。
2002年には相模原クラブに1年在籍。
その後、地元愛媛に戻って会社員の傍ら軟式野球クラブチームで活動中。

## 詳細情報

### 年度別打撃成績
- 一軍公式戦出場なし

### 背番号
- 56 （1998年 - 2001年）